# MLS Cup 2011

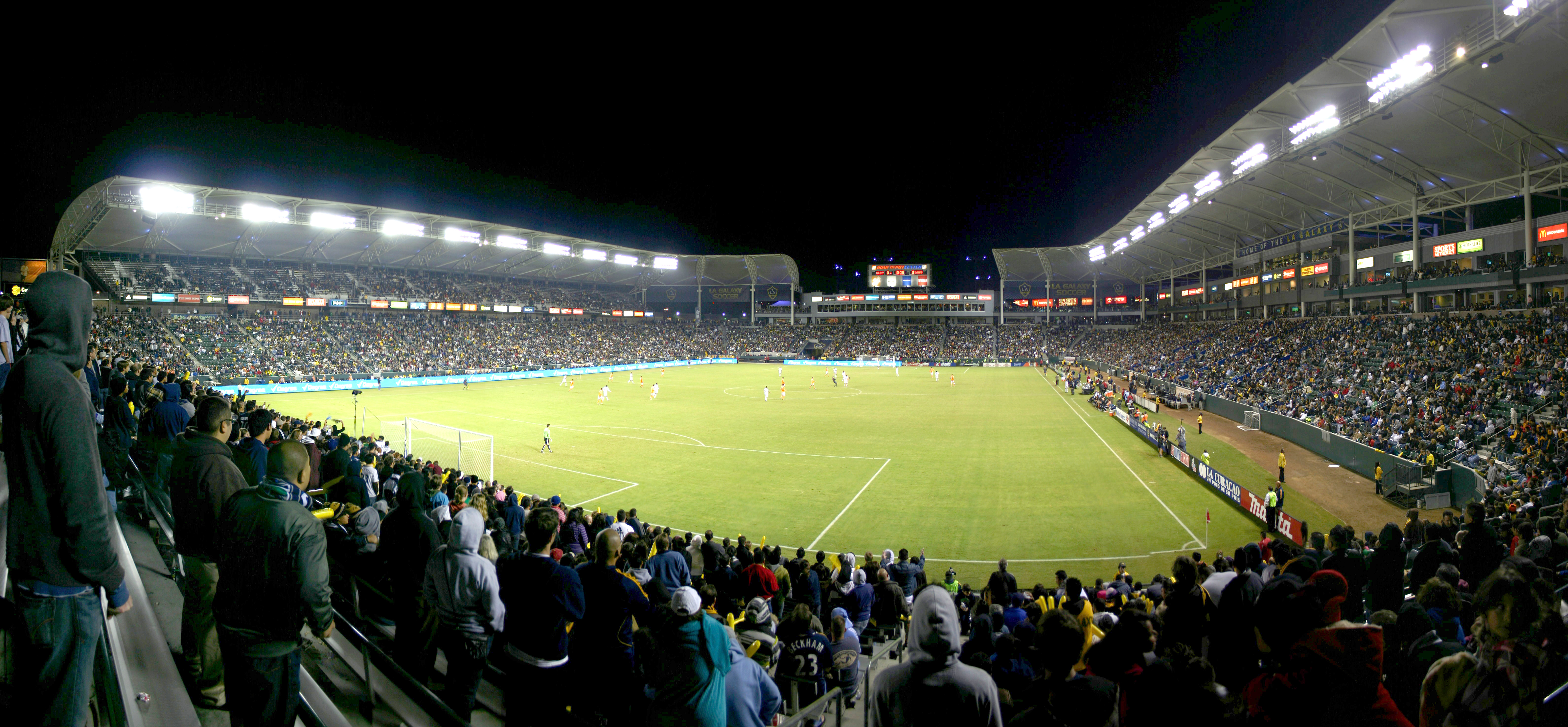
The Home Depot Center, sede de la final.

La MLS Cup 2011 fue la decimosexta final de la MLS Cup de la Major League Soccer de los Estados Unidos. Se jugó el 20 de noviembre en el The Home Depot Center en Carson, California, además, es el estadio que se ha jugado más finales de la MLS Cup con tres (2003, 2004 y 2008).
Los Angeles Galaxy se coronaron campeones tras derrotar al Houston Dynamo por 1 a 0 con el gol de Landon Donovan en el minuto 72' y obteniendo su tercera MLS Cup en su historia.
Tras el resultado del partido, Los Angeles Galaxy y Houston Dynamo clasificaron directamente en la fase de grupos de la Concacaf Liga Campeones 2012-13.

## Llave
| Houston Dynamo 0 | Los Angeles Galaxy 1 |

## El Partido
| 1  | POR | Tally Hall      |     |
| 32 | DEF | Bobby Boswell   |     |
| 31 | DEF | André Hainault  |     |
| 4  | DEF | Jermaine Taylor |     |
| 20 | MED | Geoff Cameron   |     |
| 16 | MED | Adam Moffat     |     |
| 17 | MED | Luiz Camargo    |     |
| 5  | MED | Danny Cruz      | 77' |
| 26 | MED | Corey Ashe      | 84' |
| 25 | DEL | Brian Ching     |     |
| 3  | DEL | Calen Carr      | 66' |
| DT | DT  | Dominic Kinnear |     |

| 12 | POR | Josh Saunders  |     |
| 2  | DEF | Todd Dunivant  |     |
| 4  | DEF | Omar Gonzalez  |     |
| 20 | DEF | A.J. DeLaGarza |     |
| 5  | DEF | Sean Franklin  |     |
| 23 | MED | David Beckham  |     |
| 18 | MED | Mike Magee     |     |
| 19 | MED | Juninho        |     |
| 14 | DEL | Robbie Keane   |     |
| 17 | DEL | Adam Cristman  | 57' |
| 10 | DEL | Landon Donovan |     |
| DT | DT  | Bruce Arena    |     |

| 10 | MED | Je-Vaughn Watson | 84' |
| 29 | DEL | Carlos Costly    | 66' |
| 7  | MED | Colin Clark      | 78' |

| 8 | MED | Chris Birchall | 57' |

|  |

| Anotado | 72' | Landon Donovan |

| Amonestado | 13' | Bobby Boswell  |
| Amonestado | 74' | André Hainault |

| Amonestado | 40' | Adam Cristman  |
| Amonestado | 82' | David Beckham  |
| Amonestado | 94' | Landon Donovan |

| Árbitro             | Ricardo Salazar  |
| Árbitros asistentes | Craig Lowry      |
| Árbitros asistentes | Peter Manikowski |
| Cuarto árbitro      | Hilario Grajeda  |

| 1  | POR | Tally Hall      |     |
| 32 | DEF | Bobby Boswell   |     |
| 31 | DEF | André Hainault  |     |
| 4  | DEF | Jermaine Taylor |     |
| 20 | MED | Geoff Cameron   |     |
| 16 | MED | Adam Moffat     |     |
| 17 | MED | Luiz Camargo    |     |
| 5  | MED | Danny Cruz      | 77' |
| 26 | MED | Corey Ashe      | 84' |
| 25 | DEL | Brian Ching     |     |
| 3  | DEL | Calen Carr      | 66' |
| DT | DT  | Dominic Kinnear |     |

| 12 | POR | Josh Saunders  |     |
| 2  | DEF | Todd Dunivant  |     |
| 4  | DEF | Omar Gonzalez  |     |
| 20 | DEF | A.J. DeLaGarza |     |
| 5  | DEF | Sean Franklin  |     |
| 23 | MED | David Beckham  |     |
| 18 | MED | Mike Magee     |     |
| 19 | MED | Juninho        |     |
| 14 | DEL | Robbie Keane   |     |
| 17 | DEL | Adam Cristman  | 57' |
| 10 | DEL | Landon Donovan |     |
| DT | DT  | Bruce Arena    |     |

| 10 | MED | Je-Vaughn Watson | 84' |
| 29 | DEL | Carlos Costly    | 66' |
| 7  | MED | Colin Clark      | 78' |

| 8 | MED | Chris Birchall | 57' |

|  |

| Anotado | 72' | Landon Donovan |

| Amonestado | 13' | Bobby Boswell  |
| Amonestado | 74' | André Hainault |

| Amonestado | 40' | Adam Cristman  |
| Amonestado | 82' | David Beckham  |
| Amonestado | 94' | Landon Donovan |

| Árbitro             | Ricardo Salazar  |
| Árbitros asistentes | Craig Lowry      |
| Árbitros asistentes | Peter Manikowski |
| Cuarto árbitro      | Hilario Grajeda  |

|                                       |
|                                       |
| Campeón Los Angeles Galaxy 3.° título |